# Богатырь (Воронежская область)
Богатырь — посёлок в Таловском районе Воронежской области России.
Входит в состав Александровского сельского поселения. Ранее находился в составе Васильевского сельского поселения в Таловском районе.

## География
В посёлке имеется одна улица — Мирная.

## Население
| 2010 |
| ---- |
| 38   |